# Blindspotting
Blindspotting é um filme de drama estadunidense de 2018 dirigido por Carlos López Estrada e escrito por Rafael Casal e Daveed Diggs. Estrelado por Janina Gavankar e Ethan Embry, estreou no Festival Sundance de Cinema em 18 de janeiro de 2018.

## Elenco
- Janina Gavankar - Val
- Ethan Embry - Molina
- Daveed Diggs - Collin
- Rafael Casal - Miles
- Wayne Knight - Patrick
- Utkarsh Ambudkar - Rin
- Tisha Campbell-Martin - Mama Liz